# Ряэбис, Кевин
Кевин Ряэбис (эст. Kevin Rääbis; 2 января 1994, Тарту) — эстонский футболист, крайний полузащитник и нападающий.

## Биография
Воспитанник клуба «Таммека» (Тарту). Дебютировал во взрослом футболе в основной команде своего клуба 12 марта 2011 года в матче высшего дивизиона Эстонии против «Флоры», заменив на 83-й минуте Сикстена Казимира. В первых двух сезонах сыграл только шесть матчей за «Таммеку», во всех из них выходил на замены, а в 2013 году выступал только за третий состав клуба. В этот период был на просмотре в словацком клубе «Сеница» и финском «Ильвесе». С 2014 года стал более часто играть за основную команду и выходить в стартовом составе. В наиболее успешном своём сезоне за тартуский клуб, в 2015 году сыграл 29 матчей и забил 6 голов. Всего за семь сезонов провёл 76 матчей и забил 11 голов за «Таммеку» в высшей лиге. В сезоне 2016/17 «Таммека» стала финалистом Кубка Эстонии, однако в той кампании Ряэбис не сыграл ни разу.
В 2018 году перешёл в «Калев» (Таллин), где провёл два года. В сезоне 2018 года забил 8 голов и стал вторым снайпером своего клуба после японца Хидэтоси Вакуи (9). После вылета «Калева» из высшей лиги в конце 2019 года покинул клуб. В начале 2019 года был на просмотре в белорусской «Городее».
Всего в высшем дивизионе Эстонии сыграл 118 матчей и забил 20 голов (по состоянию на февраль 2023 года).
С 2020 года играл в Германии за команды региональных лиг из Баварии — «Донауштауф», «Ваккер-50», «Бах».
Вызывался в сборные Эстонии младших возрастов, сыграл 4 матча.
Помимо футбола снимался в эстонских телесериалах в эпизодических ролях, ведёт блог о здоровье и спортивном питании и выпускает собственную марку часов.